# جورج دا سيلفا
جورج دا سيلفا (بالهولندية: George da Silva)‏ هو لاعب كرة قدم هولندي، ولد في 8 أغسطس 1971. شارك مع منتخب أروبا لكرة القدم.

## وصلات خارجية
- جورج دا سيلفا على موقع ناشيونال فوتبول تيمز (الإنجليزية)